# Platja de Tereñes
La Platja de Tereñes és una pedregal situat en el lloc de Tereñes, en la parròquia de Leces, en el concejo de Ribadesella, Astúries. S'emmarca a les platges de la Costa Verda Asturiana i és considerada paisatge protegit, des del punt de vista mediambiental. Per aquest motiu està integrada, segons informació del Ministeri d'Agricultura, Alimentació i Medi ambient, en el Paisatge Protegit de la Costa Oriental d'Astúries.

## Descripció
La platja de Terreñes, igual que passa amb les platges de Aberdil, Portiello i en menor mesura Arra, és realment un pedreguer; presenta forma triangular situat en una zona verge amb un alt grau de perillositat, en part per presentar roques relliscoses, no estant recomanada per al bany, malgrat el seu atractiu com a zona de pesca submarina i recreativa.
El pedregar es troba amagat entre les roques que defineixen tota la cala del Penyal del Forno, confrontant al promontori de El Cueto. S'enquadra dins de la coneguda com "Costa Juràsica" i prop d'ella, en els anomenats "penya-segats de Tereñes" poden contemplar petjades de dinosaures, algunes de les quals són uns dels millors exemples de  petjades de tres dits.
Aquesta platja no ofereix cap mena de servei.